# Jurij Breżniew
Jurij Leonidowicz Breżniew (ros. Ю́рий Леони́дович Бре́жнев, ur. 31 marca 1933 w mieście Kamieńskie, zm. 3 sierpnia 2013) – radziecki polityk. 

## Życiorys
Syn Leonida Breżniewa. W 1955 ukończył Dniepropetrowski Instytut Metalurgiczny, w latach 1955–1957 pracował w fabryce im. Karla Liebknechta w Dniepropetrowsku, w latach 1957–1960 studiował we Wszechzwiązkowej Akademii Handlu Zagranicznego ZSRR.
Od 1957 w KPZR, od 1960 pracownik Ministerstwa Handlu Zagranicznego ZSRR, w latach 1976–1979 zastępca ministra, a między 1979 a 1983 I zastępca ministra handlu zagranicznego ZSRR. Od 3 marca 1981 do 25 lutego 1986 zastępca członka KC KPZR.
Pochowany na Cmentarzu Wagańkowskim w Moskwie.